# سبحوا الله
"سبحوا الله" (Laudate Deum) هو إرشاد رسولي (رسالة عامة) للبابا فرنسيس، تم نشره في الرابع من تشرين أول/أكتوبر من سنة 2023. نص الرسالة مُكون من 73 فقرة.
يدعو البابا فرنسيس من خلال هذا الإرشاد الرسولي إلى اتخاذ إجراءات أسرع لمُعالجة أزمة المناخ، كما أنه يدين من خلال هذا الإرشاد عدم الاكتراث لأزمة تغير المناخ .
"سبحوا الله" هو الإرشاد الرسولي السادس للبابا فرنسيس.
تم إصدار هذه الرسالة في عيد القديس فرنسيس الأسيزي عام 2023 كإستمرارية لرسالته العامة لعام 2015 "كن مُسبَّحًا". يدعو البابا من خلال هذا الإرشاد إلى اتخاذ إجراءات أسرع ضد أزمة المناخ، كما أنه يدين فيها إنكار حقيقة تغير المناخ. يتألف نص هذه الوثيقة من حوالي 8000 كلمة منقسمة إلى 73 فقرة.
تم أصادر هذا الإرشاد الرسولي بتاريخ 04 تشرين أول/أكتوبر 2023، وتم عرضه رسمياً صباح اليوم التالي – الخميس 5 تشرين أول/أكتوبر – في مؤتمر صحفي بعنوان "Laudate Deum (سبِّحوا الله): أصوات وشهادات حول أزمة المناخ"، الذي عُقد في حدائق الفاتيكان، في باحة الإذاعة أمام قصر ليون الثالث عشر- حاضرة الفاتيكان. وكان المتحدثون المدعوون لمناقشة الوثيقة البابوية هم جورجيو ليوناردو ريناتو باريسي، الحائز على جائزة نوبل في الفيزياء 2021؛ فاندانا شيفا، عالمة وناشطة بيئية؛ كارلو بيتريني، خبير في التغذية، وعالم اجتماع وناشط؛ جوناثان سافران فوير، كاتب؛ ولويزا ماري نويباور، زعيمة منظمة "Fridays for Future" في ألمانيا؛ بينوا هالغاند، المؤسس المشارك لمنظمتي الشباب الفرنسيتين "Réveil Ecologique" و"Lutte et Contemplation"؛ جبران علي محمد علي، شاب من ليبيا؛ ريدهيما باندي، بطلة فيلم "الرسالة: رسالة من أجل أرضنا" (Laudato si)؛ أليساندرا سارمينتينو، مُنشطة في مشروع "Policoro" في أبرشية باليرمو، وفي حركة "كُن مسبحاً"، وعضوة في منظمة العمل الكاثوليكي. وقد تم بث هذا المؤتمر مباشرة على القناة الرسمية لفاتيكان نيوز على منصة اليوتيوب.
أصدر الفاتيكان الوثيقة باللغات الإيطالية والبيلاروسية والألمانية والإنجليزية والإسبانية والفرنسية والبولندية والبرتغالية والعربية.
هذا الإرشاد الرسولي هو السادس الذي يصدره البابا فرنسيس، بعد الإرشاد الرسولي "Querida Amazonia" (الأمازون الحبيب)، الذي صدر عام 2020.

## أصل وعنوان الوثيقة
يشير العنوان إلى كلمات القديس فرنسيس الأسيزي وإلى الرسالة العامة "كن مسبّحًا" التي نُشرت عام 2015. الهدف الرئيسي لـلرسالة العامة "سبِّحوا الله" (Laudate Deum) هو دعوة جميع الأشخاص ذوي الإرادة الصالحة، مرةً أخرى، إلى الإعتناء بالفقراء وبكوكب الأرض.
كشف البابا فرنسيس عن العنوان "سبِّحوا الله" (Laudate Deum) خلال اجتماع عقد في 21 أيلول/سبتمبر 2023 في الفاتيكان مع رؤساء الجامعات الكاثوليكية والعامة من جميع أنحاء أمريكا اللاتينية ومنطقة البحر الكاريبي. Laudate Deum "سبِّحوا الله": هي لازمة متكررة في العديد من المزامير، بما في ذلك المزمور 148 الذي يدعو السماء والملائكة والشمس والقمر إلى تسبيح الرب. الوثيقة الجديدة، كما سبق وذكر البابا فرنسيس في ذلك الوقت، هي "نظرة على ما حدث" منذ عام 2015، ونظرة على ما لا يزال "يجب القيام به". تبدأ الرسالة "سبِّحوا الله" بعبارة ""سبِّحوا الله في جميع خلائقه"". "هذه هي الرسالة التي أعلنها القديس فرنسيس الأسيزي بحياته وأناشيده وكل أعماله".

## المحتوى[عدل]
في هذه الوثيقة، يُعرب البابا عن أمله في أن تبدأ المجتمعات في جميع أنحاء العالم بتغيير أنماط حياتها، وأن تكثف من الأنشطة الرامية إلى الحد من التأثير البشري السلبي على البيئة الطبيعية، لمنع المزيد من الأضرار المأساوية على كوكب الأرض. إن التدهور البيئي الهائل لا يؤثر بشكل كبير على الشعوب الأصلية والفقراء والمخلوقات المهددة بالانقراض فحسب، بل أنه يؤثر أيضا على مستقبل الأجيال الشابة. كما ويدعو البابا السياسيين والأغنياء إلى العمل من أجل الصالح العام، وليس من أجل منفعتهم الشخصية ومصالحهم الخاصة. أخيرًا (في الفقرة 73) يؤكد البابا على أنه "عندما يُحاول البشر أن يأخذوا مكان الله، فإنهم يصبحون أسوأ أعداء لأنفسهم".
كما هو الحال في الرسالة العامة "كُن مُسبَّحًا"، يستخدم البابا أيضاً في هذه الرسالة العديد من الاقتباسات المأخوذة من مجالس الأساقفة المنعقدة حول العالم.
يركز هذا الإرشاد الرسولي على الضرورة المُلحة لمعالجة أزمة المناخ، ويقدم رؤى حول الحالة الراهنة للبيئة حول العالم، مستعرضاً أوجه القصور في الاستجابات الحالية، ويعرض المسارات المقترحة  للمضي قدما. تنقسم الوثيقة إلى 6 فصول. تبدأ المقدمة بالاعتراف بواقع تغيُّر المناخ الذي لا يمكن إنكاره وغض النظر عن تأثيراته الواضحة بشكل متزايد على الكوكب. يؤكد البابا فرنسيس على جذور التأثيرات البشرية على تغير المناخ وطبيعة العديد من الكوارث الذي أصبح لا رجعة فيها. كما وتم الإعتراف من خلال هذه الوثيقة بأن تصحيح الضرر بشكل كامل أصبح أمراً مُقيَّداً، ولذلك فهي تؤكد على أهمية اتخاذ التدابير اللازمة لمنع المزيد من الضرر.

#### الأزمة البيئية
يتناول الإرشاد الرسولي "سبِّحوا الله" واقع تغيُّر المناخ وتأثيره المتصاعد على حياة جميع الشعوب. ويؤكد البابا فرنسيس على جذور التأثيرات البشرية للأزمة، ويسلط الضوء على طبيعة العديد من الكوارث الذي أصبح لا رجعة فيها. كما وتم الإعتراف من خلال هذه الوثيقة بأن تصحيح الضرر بشكل كامل أصبح أمراً مُقيَّداً، ولذلك فهي تؤكد على أهمية اتخاذ التدابير اللازمة لمنع المزيد من الضرر.
تكشِف الوثيقة المقاومة والتضارب فيما يتعلق بتغير المناخ، كما أنها تحدد أسبابها البشرية، وتحدد الأضرار والمخاطر المرتبطة بهذه الأزمة. تدعو الوثيقة لاتخاذ مسؤولية جماعية عن تأثير هذه الأزمة على الأجيال القادمة، وأن توضع مقارنات وأوجه تشابه وترابط لهذا السياق ظهرت خلال جائحة كوفيد-19.
وفقاً لصحيفة نيويورك تايمز، كانت رسالة فرنسيس بمثابة اعتراف ضمني بأن نداء فرنسيس الأولي في "كُن مسبّحاً" لإنقاذ الكوكب قد ذهب إلى حد كبير أدراج الرياح.
أشار البابا مُحدِّداً إلى أن "انبعاثات الفرد في الولايات المتحدة أكبر بنحو الضعفيْن من تلك الصادرة عن الأفراد الذين يعيشون في الصين، وأكبر بنحو سبع أضعاف من المتوسط في الدول الأكثر فقرا". كما وأكد أيضًا أن "تغييرًا كبيراً في نمط الحياة غير المسؤول المرتبط بالنموذج الغربي سيكون له تأثير كبير على المدى البعيد".

#### نقد دور التكنولوجيا
انتقد البابا فرنسيس الاعتقاد السائد بأن التكنولوجيا والقوة الاقتصادية وحدهما يمكنهما حل المشاكل البيئية. تدعو هذه الوثيقة إلى إعادة النظر في استخدام القوة، والتحذير من الطموح المفرط المدفوع بمنطق الربح، والذي يعيق الاهتمام الحقيقي بالبيت المشترك.
وفي إشارة إلى أساقفة الولايات المتحدة، جاء في هذه الوثيقة أن "تغيُّر المناخ هو أحد التحديات الرئيسية التي تواجه المجتمعات المحلية والمجتمع الدولي بأسره. كما وتشيرهذه الوثيقة أن الأشخاص الأكثر تضرُّراً من آثار تغير المناخ هُم الأشخاص الأكثر ضعفًا على المُستويين المحلي والعالمي".

#### التعاون العالمي
تؤكد الوثيقة على أهمية التعاون العالمي في معالجة أزمة المناخ. وتدعو إلى إبرام اتفاقيات متعددة الأطراف بين منظمات عالمية فعّالة تتمتع بسلطة ضمان الصالح العام العالمي. ومن خلال انتقاد الأساليب السابقة في صنع القرار، تدعو وثيقة "سبِّحوا الله" إلى إعادة تشكيل التعددية لمعالجة أوجه القصور في الآليات السياسية الحالية.
كما وينوه البابا فرنسيس أنه "ليست كل زيادة في القوة تمثل تقدمًا للبشرية"، مشيرًا إلى أمثلة تاريخية أدى فيها التقدم التكنولوجي إلى عواقب مدمرة.

#### الضعف السياسي الدولي
بعد دراسة ضعف السياسة الدولية فيما يخُص تغير المناخ، يعترف هذا الإرشاد بأوجه القصور في تنفيذ الاتفاقيات بسبب الافتقار إلى آليات المراقبة والعقوبات الفعالة، مؤكداً على ضرورة التغلب على المواقف الأنانية من أجل الصالح العام العالمي.